# Paolo Narducci
Paolo Narducci (Roma, 8 giugno 1829 – Roma, 2 maggio 1849) è stato un patriota italiano.
Figura di spicco tra i giovani della Seconda Repubblica Romana, sarà fra i primi difensori a trovare la morte per la sua difesa sui bastioni di Santa Marta (lato occidentale dei Giardini Vaticani).

## Biografia
Giovane promettente nel disegno, presso l'Accademia nazionale di San Luca, prima, e in filosofia e matematica, poi.
All'indomani dello scoppio della Prima guerra di indipendenza italiana, Narducci sentì l'esigenza di arruolarsi come volontario, ma i genitori glielo impedirono. Appena saputo dello sbarco delle truppe francesi a Civitavecchia il 24 aprile, chiese e ottenne di essere mandato in prima linea, destinato come artigliere prima a Porta Angelica, quindi ai bastioni di Santa Marta sui Giardini Vaticani, vicino alla Porta Pertusa. Qui si rese subito conto che la Via Aurelia, da cui sicuramente sarebbe giunto il nemico, era difesa solo da due obici posti in cannoniere male costruite e disse ai suoi colleghi: "qui con quattro colpi di cannone mi mandano per aria i parapetti e gli artiglieri, e da queste vigne dovrò finire con una palla in petto". Quindi avvertì il comando dell'esistenza di una strada che girava alle falde di Monte Mario e poteva essere usata dal nemico per sorprendere Porta Angelica, di cui chiese di rinforzare le difese. Infatti il giovane aveva previsto che una parte dei francesi prese la strada a valle di Monte Mario per tentare di ricongiungersi al resto della truppa che intendeva entrare nei Giardini Vaticani dopo aver sfondato la Porta Pertusa. Qui, il 30 aprile, gli assalitori trovarono il coraggio e la tenacia del Narducci, che seppe battersi come un vecchio soldato, mentre i suoi gli cadevano ai piedi morti o feriti. Fu anche costretto a caricare e puntare il cannone da solo, finché una palla lo ferì mortalmente al petto, riuscendo però ad impedire ai francesi di avanzare. Paolo Narducci morì all'Arcispedale di Santo Spirito in Saxia alle due e mezza del mattino del 2 maggio, a soli diciannove anni.
Il 12 novembre del 1849, durante la cerimonia che si celebrava annualmente, in suffragio di tutti i militari defunti, un gruppo di signore, tra cui la madre di Paolo, Teresa Maciucchi, gettarono dei fiori acclamando i "Martiri della libertà Italiana". Teresa Maciucchi e le altre tre donne che avevano partecipato alla manifestazione furono arrestate e incarcerate nel febbraio del 1850.
Il 7 agosto 2012 le sue ossa sono state traslate nel Sacrario Gianicolense, dove si trova la tomba di Mameli e di altri 187 caduti per la difesa di Roma.